# 代米尼夫卡
50°12′30″N 29°42′47″E / 50.20833°N 29.71306°E
代米尼夫卡（烏克蘭語：Деминівка）是位於烏克蘭北部的村莊，由基辅州法斯蒂夫區的托馬希夫卡市鎮負責管轄。該村面積1.01平方公里，海拔高度170米，2001年人口113，人口密度每平方公里111.9人。